# Tweede Kamerverkiezingen in het kiesdistrict Appingedam (1888-1918)

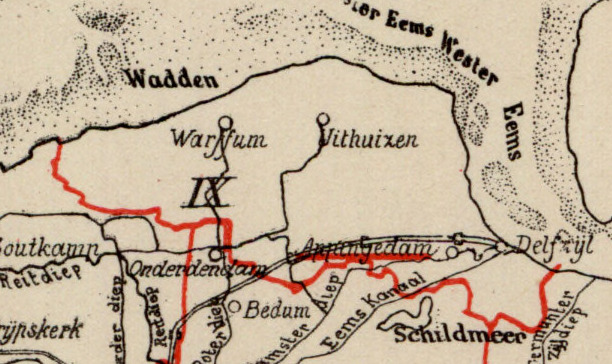
Kiesdistrict Appingedam (1888)

Tweede Kamerverkiezingen in het kiesdistrict Appingedam (1888-1918) geeft een overzicht van verkiezingen voor de Nederlandse Tweede Kamer in het kiesdistrict Appingedam in de periode 1888-1918.
Het kiesdistrict Appingedam was al ingesteld in 1848. De indeling van het kiesdistrict werd gewijzigd na de grondwetsherziening van 1887; tevens werd het kiesdistrict toen omgezet in een enkelvoudig district. Tot het kiesdistrict behoorden vanaf dat moment de volgende gemeenten: Appingedam, Baflo, Bierum, Delfzijl, Eenrum, Kantens, Loppersum, Middelstum, Stedum, Uithuizen, Uithuizermeeden, Usquert, Warffum en 't Zandt.
Het kiesdistrict Appingedam vaardigde in dit tijdvak per zittingsperiode één lid af naar de Tweede Kamer.
Legenda
- cursief: in de eerste verkiezingsronde geëindigd op de eerste of tweede plaats, en geplaatst voor de tweede ronde;
- vet: gekozen als lid van de Tweede Kamer.

## 6 maart 1888
De verkiezingen werden gehouden na vervroegde ontbinding van de Tweede Kamer.
|                         | 6 maart |
| ----------------------- | ------- |
| Kiesgerechtigden        | 3.976   |
| Opkomst                 | 3.113   |
| Geldige stemmen         | 3.099   |
| Blanco stemmen          | 11      |
| Kandidaten              |         |
| J. Schepel              | 1.688   |
| W.H. de Savornin Lohman | 1.224   |
| A.M. Prins              | 137     |

## 9 juni 1891
De verkiezingen werden gehouden na ontbinding van de Tweede Kamer.
|                         | 9 juni |
| ----------------------- | ------ |
| Kiesgerechtigden        | 4.002  |
| Opkomst                 | 2.290  |
| Geldige stemmen         | 2.276  |
| Blanco stemmen          | 10     |
| Kandidaten              |        |
| J. Schepel              | 1.314  |
| W.H. de Savornin Lohman | 908    |

## 10 april 1894
De verkiezingen werden gehouden na ontbinding van de Tweede Kamer.
|                  | 10 april |
| ---------------- | -------- |
| Kiesgerechtigden | 3.994    |
| Opkomst          | 1.095    |
| Geldige stemmen  | 1.081    |
| Blanco stemmen   | 12       |
| Kandidaten       |          |
| J. Schepel       | 1.006    |

## 15 juni 1897
De verkiezingen werden gehouden na ontbinding van de Tweede Kamer.
|                    | 15 juni | 25 juni |
| ------------------ | ------- | ------- |
| Kiesgerechtigden   | 6.976   | 6.976   |
| Opkomst            | 5.690   | 6.005   |
| Geldige stemmen    | 5.583   | 5.958   |
| Blanco stemmen     | 107     | 47      |
| Kandidaten         |         |         |
| J. Schepel         | 2.128   | 3.720   |
| J. Bouwes          | 1.923   | 2.238   |
| J. Schoonbeek      | 860     |         |
| J. Doornbosch      | 621     |         |
| O.Q. van Swinderen | 651     |         |

## 14 juni 1901
De verkiezingen werden gehouden na ontbinding van de Tweede Kamer.
|                      | 14 juni | 27 juni |
| -------------------- | ------- | ------- |
| Kiesgerechtigden     | 6.729   | 6.729   |
| Opkomst              | 5.392   | 5.453   |
| Geldige stemmen      | 5.332   | 5.414   |
| Blanco stemmen       | 60      | 39      |
| Kandidaten           |         |         |
| J.H.A. Schaper       | 1.859   | 3.108   |
| J. van der Molen Tz. | 1.859   | 2.306   |
| J. Schepel           | 1.563   |         |

## 16 juni 1905
De verkiezingen werden gehouden na ontbinding van de Tweede Kamer.
|                    | 16 juni | 28 juni |
| ------------------ | ------- | ------- |
| Kiesgerechtigden   | 8.305   | 8.305   |
| Opkomst            | 7.203   | 6.957   |
| Geldige stemmen    | 7.171   | 6.905   |
| Blanco stemmen     | 32      | 52      |
| Kandidaten         |         |         |
| J.H.A. Schaper     | 2.838   | 4.087   |
| G.J. Sybrandy      | 2.560   | 2.818   |
| J.H.W.Q. ter Spill | 1.773   |         |

## 11 juni 1909
De verkiezingen werden gehouden na ontbinding van de Tweede Kamer.
|                  | 11 juni | 23 juni |
| ---------------- | ------- | ------- |
| Kiesgerechtigden | 8.531   | 8.531   |
| Opkomst          | 7.114   | 6.886   |
| Geldige stemmen  | 7.064   | 6.848   |
| Blanco stemmen   | 50      | 38      |
| Kandidaten       |         |         |
| J.H.A. Schaper   | 2.705   | 3.782   |
| A. Zijlstra      | 2.816   | 3.066   |
| H. Groenewout    | 1.543   |         |

## 17 juni 1913
De verkiezingen werden gehouden na ontbinding van de Tweede Kamer.
|                                                        | 17 juni | 25 juni |
| ------------------------------------------------------ | ------- | ------- |
| Kiesgerechtigden                                       | 9.238   | 9.238   |
| Opkomst                                                | 8.055   | 7.675   |
| Geldige stemmen                                        | 7.946   | 7.619   |
| Blanco stemmen                                         | 109     | 56      |
| Kandidaten                                             |         |         |
| J.H.A. Schaper                                         | 2.747   | 4.495   |
| A. Zijlstra                                            | 2.341   | 3.124   |
| T.G.G. Valette                                         | 2.167   |         |
| E.J. Thomassen à Thuessink van der Hoop van Slochteren | 691     |         |

## 15 juni 1917
De verkiezingen werden gehouden na ontbinding van de Tweede Kamer.
|                  | 15 juni |
| ---------------- | ------- |
| Kiesgerechtigden | 9.832   |
| Kandidaten       |         |
| J.H.A. Schaper   |         |

De zeven in de vorige Tweede Kamer vertegenwoordigde partijen hadden afgesproken in elkaars kiesdistricten geen tegenkandidaten te stellen. Schaper was derhalve de enige kandidaat; hij werd zonder nadere stemming gekozen verklaard. 

## Opheffing
De verkiezing van 1917 was de laatste verkiezing voor het kiesdistrict Appingedam. In 1918 werd voor verkiezingen voor de Tweede Kamer overgegaan op een systeem van evenredige vertegenwoordiging met kandidatenlijsten van politieke partijen.